# Костел Святого Ісидора Орача (Римачі)
Костел Святого Ісидора Орача —  римо-католицький храм у селі Римачі Любомльського району, збудований у 1931—1933 роках за кошти ксьондза і парафіян. На 1939 рік парафія костелу Святого Ісидора Орача була найбільшою в Любомльському деканаті і нараховувала 3000 прихожан. Після Другої світової війни костел було закрито російською владою, в різні часи тут розташовувався клуб, млин і склад. Після здобуття Україною незалежності в Римачах було зареєстровано римо-католицьку громаду, храм було частково відремонтовано. Оскільки римачівська громада невелика, то богослужіння відбуваються лише кілька разів на рік.
Коли у 2008 році у селі було створено парафію Української православної церкви київського патріархату, православні і католики дійшли порозуміння про спільне використання храму. Окрім періодичних римо-католицьких богослужінь, з 15 травня 2010 року тут постійно відбуваються православні богослужіння. 25 серпня 2010 року Архієпископ Луцький і Волинський Михаїл УПЦ КП освятив православний престол у храмі на честь Апостолів Петра і Павла.